# Constantin Pantazi
Constantin Pantazi (Călărași, 26 agosto 1888 – Prigione di Râmnicu Sărat, 23 gennaio 1958) è stato un generale e politico rumeno, veterano della prima guerra mondiale, dove si distinse particolarmente nel corso della campagna di Romania (1916 - 1917). Durante la seconda guerra mondiale ricoprì  gli incarichi di Sottosegretario di stato alla Difesa Nazionale, Sottosegretario di stato per l'esercito presso il Dipartimento della Difesa nazionale e  Ministro della Difesa del Regno di Romania (23 gennaio 1942 - 23 agosto 1944). Decorato con l'Ordine di Michele il Coraggioso di terza classe, con la croce di commendatore dell'Ordine della Stella di Romania, con la gran croce di cavaliere dell'Ordine della Corona di Romania.

## Biografia
Nacque a Calarasi, il 26 agosto 1888. Arruolatosi nell'Esercito rumeno, frequentò la Scuola Militare di Fanteria e Cavalleria, da cui uscì con il grado di sottotenente. Dopo l'entrata in guerra del Regno di Romania, avvenuta nel corso del 1916, prese parte alle operazioni belliche sul fronte rumeno, venendo decorato con l'Ordine di Michele il Coraggioso di terza classe, essendosi particolarmente distinto al comando di una compagnia del  Regimentul dei Vânători de munte nel corso della terza battaglia di Oituz (1917).
Dopo la fine della guerra fu ammesso a frequentare la Scuola superiore della guerra, ottenendo il brevetto di ufficiale di stato maggiore. La sua carriera militare procedette rapidamente, tenente colonnello il 31 marzo 1924, colonnello il 1º ottobre 1929, generale di brigata il 10 maggio 1937 e generale di divisione l'8 giugno 1940.
Dopo la nomina di Ion Antonescu a Conducător del Regno di Romania, avvenuta il 6 settembre 1940, il giorno successivo fu nominato Sottosegretario di stato alla Difesa Nazionale,  incarico riconfermato il 14 settembre, come  Sottosegretario di stato per l'esercito presso il Dipartimento della Difesa nazionale, nel nuovo governo nazionale legionario della Romania.
Il 22 settembre 1941, dopo la morte per incidente del generale Alexandru Ioanițiu, Capo di stato maggiore dell'esercito, il generale di corpo d'armata Iosif Iacobici lasciò l'incarico di Ministro della Difesa nazionale per assumere quello di Capo di stato maggiore  e capo ufficio operazioni. Quello stesso giorno la carica di Ministro della Difesa fu assunta interinalmente dal maresciallo Ion Antonescu, che gli fece subito assumere la direzione del ministero e gli diede poteri plenipotenziari di firma in sua assenza. 
Il 22 gennaio 1942 fu nominato Ministro della Difesa nazionale, venendo promosso generale di corpo d'armata il 20 marzo 1943. Mantenne tale incarico fino al 23 agosto 1944, quando fu arrestato insieme ad Antonescu e a molti alti ufficiali a lui fedeli. Messo in posizione di riposo, accusato di crimini di guerra, fu trasferito e incarcerato a Mosca, in Unione Sovietica, da dove ritornò in Patria nel 1946. Il 17 maggio dello stesso anno fu processato davanti al Tribunale del popolo di Bucarest e condannato a morte per fucilazione. Mentre stava raggiungendo il luogo previsto per l'esecuzione su proposta del primo ministro Petru Groza e del ministro della giustizia Lucrețiu Pătrășcanu, controfirmata da re Michele I, la sentenza fu commutata nell'ergastolo.
Rinchiuso inizialmente nel carcere di Aiud, fu poi trasferito in quello di  Râmnicu Sărat. Divenuto cieco, e sofferente di diabete e nefroangiosclerosi benigna, sottoposto ad ogni tipo di angherie, si spense il 23 gennaio 1958.

## Pubblicazioni
- Cu Mareșalul până la moarte. Memorii, Editura Publiferom, București, 1999.

### Fonti
1. 1 2 3 4  Generals.
2. 1 2 3 4  Unitischimbam.
3. ↑  Decretul Regal nr. 1.928 din 7 iunie 1940 pentru înălțarea în grad a unor ofițeri generali, publicat în Monitorul Oficial, anul CVIII, nr. 131 din 8 iunie 1940, partea I-a, p. 2.829.
4. ↑  Decretul conducătorului Statului Român și Președintelui Consiliului de Miniștri nr. 3.070 din 7 septembrie 1940 pentru numiri de Subsecretari de Stat, publicat în Monitorul Oficial, anul CVIII, nr. 208 din 8 septembrie 1940, partea I-a, p. 5.295.
5. ↑  Decretul-lege al Conducătorului Statului Român și Președintelui Consiliului de Miniștri nr. 3.152 din 14 septembrie 1940 privind numiri de miniștri și subsecretari de Stat, publicat în Monitorul Oficial, anul CVIII, nr. 214 bis din 14 septembrie 1940, partea I-a, p. 5.415.
6. ↑  Decretul Conducătorului Statului nr. 2.679 din 22 septembrie 1941 pentru numirea Șefului Marelui Stat Major, publicat în Monitorul Oficial, anul CIX, nr. 225 din 23 septembrie 1941, partea I-a, p. 5.666.
7. ↑  Decretul Conducătorului Statului nr. 2.678 din 22 septembrie 1941 pentru preluarea interimatului la Departamentul Apărării Naționale, publicat în Monitorul Oficial, anul CIX, nr. 225 din 23 septembrie 1941, partea I-a, p. 5.666.
8. ↑  Decretul Conducătorului Statului nr. 2.680 din 22 septembrie 1941 pentru delegație, publicat în Monitorul Oficial, anul CIX, nr. 225 din 23 septembrie 1941, partea I-a, p. 5.666.
9. ↑  Decretul Conducătorului Statului nr. 217 din 22 ianuarie 1942 pentru numire de ministru secretar de Stat al Apărării Naționale, publicat în Monitorul Oficial, anul CX, nr. 19 din 23 ianuarie 1942, partea I-a, p. 436.
10. ↑  Decretul regal nr. 312 din 6 februarie 1945 pentru treceri în poziția de retragere, publicat în Monitorul Oficial, anul CXIII, nr. 33 din 10 februarie 1945, partea I-a, p. 938.
11. 1 2  Ziua.
12. ↑  Ministerul de Răsboiu 1930, p. 104.
13. ↑  Decretul Regal nr. 3.064 din 7 noiembrie 1941 pentru conferiri de decorații, publicat în Monitorul Oficial, anul CIX, nr. 266 din 8 noiembrie 1941, partea I-a, p. 6.996.
14. ↑  Decretul Regal nr. 1.905 din 8 iunie 1940 pentru numiri de membri ai ordinului „Steaua României”, publicat în Monitorul Oficial, anul CVIII, nr. 131 din 8 iunie 1940, partea I-a, p. 2.783.